# Provincia de Corozal
La provincia de Corozal fue una de las provincias del Estado Soberano de Bolívar (Colombia). Fue creada por medio de la ley del 26 de diciembre de 1862, a partir del territorio del departamento de Corozal. Tuvo por cabecera a la ciudad de Corozal. La provincia comprendía parte del territorio de la actual región sucreña de La Sabana.

## División territorial
En 1876 la provincia comprendía los distritos de Corozal (capital), Morroa, Ovejas, Sincé y Galeras.